# Независимость СМИ
Независимость СМИ (англ. Media independence) — отсутствие внешнего контроля и влияния на учреждение или отдельного человека, работающего в средствах массовой информации (СМИ).

## Обзор
Основное влияние на независимость оказывает устаревание бизнес-моделей работы печатных и вещательных СМИ, устоявшихся за прошлые десятилетия. Нехватка средств, попытки увеличить прибыль и создать новые источники доходов делают СМИ более уязвимыми для внешнего влияния. Во многих регионах меры жестокой экономии приводят к крупномасштабному сокращению бюджетных расходов общественных телерадиовещательных компаний, сокращению числа сотрудников и ограничению инноваций.

## Регулирование
Роль регулирующих органов (учреждений лицензирования, поставщиков контента, платформ) и сопротивление политическому и коммерческому вмешательству в автономию медиасектора рассматриваются как важные составляющие независимости СМИ. Чтобы обеспечить независимость медиа, регулирующие органы должны быть вне влияния директив правительства. Этот фактор влияния можно оценить, рассмотрев законодательную, судебную практику и правила публикации.

### Государственное регулирование

#### Лицензирование
Процесс выдачи лицензий во многих регионах по-прежнему непрозрачен. Во многих странах регулирующие органы обвиняются в политической предвзятости в отношении правительства и правящей партии, в результате чего некоторым потенциальным вещателям отказывают в лицензиях или угрожают их изъятием. Во многих странах разнообразие материалов и взглядов уменьшалось, когда монополии прямо или косвенно поддерживались государствами. Это не только влияет на конкуренцию, но и даёт органам власти свободно управлять общественным мнением.

#### Государственное одобрение назначений
Государственный контроль также проявляется в усилении влияния регулирующих органов на назначения на должности, основанные на политических и партийных взглядах; в частности, на руководящие должности в регулирующих органах. Это даёт возможность правительству или партии освещать информацию предвзято.

#### Интернет-регулирование
Правительства многих стран стремятся установить регулирование над интернет-компаниями, такими, как поставщики услуг связи или приложений — и внутри страны, и за рубежом. Влияние на контент может быть значительным, поскольку интернет-компании могут из осторожности или по требованию правительства снимать с публикации новостные сообщения, в том числе алгоритмически, что полностью устраняет некоторые способы освещения материалов. Тем не менее, некоторым журналистам удается обходить ограничения на публикацию с помощью методов анонимизации.

### Саморегулирование

#### Региональное
В Западной Европе саморегулирование является альтернативой государственным регулирующим органам. В таких условиях газеты исторически были свободны от лицензирования и регулирования, и на них постоянно оказывалось давление с целью самостоятельного регулирования или назначения собственных омбудсменов. Тем не менее, часто бывает трудно установить значимые саморегулируемые субъекты.
Во многих случаях саморегулирование существует в тени государственного регулирования и функционирует в условиях потенциального вмешательства государства. Во многих странах Центральной и Восточной Европы саморегулирующиеся структуры отсутствуют или исторически не воспринимаются как эффективные.
Возникновение и рост популярности спутниковых каналов, вещаемых напрямую через кабельные или онлайн-системы, значительно расширяет сферу нерегулируемого вещания. Тем не менее, существуют различные способы регулирования доступа к спутниковым каналам в некоторых частях Западной Европы, Североамериканского региона, Арабского региона и в Азиатско-Тихоокеанском регионе. Хартия Арабского Спутникового Радиовещания является попыткой, направленной на установление стандартов и влияния регулирующих органов на вещаемые материалы, но так и не реализованной.

#### Международные и негосударственные организации
Саморегулирование выражается в качестве преференциальной системы со стороны журналистов, а также в качестве поддержки организаций, занимающихся свободой и развитием СМИ, межправительственных организаций, таких как ЮНЕСКО, и неправительственных организаций. Имеется тенденция создания органов саморегулирования, таких, как советы прессы в конфликтных и постконфликтных ситуациях.
Крупные интернет-компании отреагировали на давление со стороны правительств и общественности, разработав системы саморегулирования и подачи жалоб на уровне отдельных компаний, используя принципы, разработанные в рамках Глобальной сетевой инициативы, число участников которой выросло до ряда крупных телекоммуникационных компаний наряду с такими компаниями как Google, Facebook и другие, а также организациями гражданского общества и учеными.
Опубликованное Европейской Комиссией в 2013 году «Руководство сектора информационных технологий по внедрению Руководящих принципов Организации Объединенных Наций в области бизнеса и прав человека» влияет на присутствие независимой журналистики, определяя пределы того, что следует или не следует переносить в популярные цифровые пространства.

#### Частный сектор
Находясь под общественным давлением, технологические гиганты стали стремительно развивать разработку новых стратегий, направленных не только на выявление недостоверных новостей, но и на устранение некоторых причин их появления и распространения. Facebook создал новые кнопки для того, чтобы пользователи сообщали, какой контент, по их мнению, является ложным, следуя предыдущим стратегиям, направленным на противодействие разжиганию ненависти и преследованиям в Интернете. Эти изменения отражают более широкие преобразования, происходящие среди технических гигантов, направленные на повышение их прозрачности. Как отмечается в индексе корпоративной подотчетности рейтинга Digital Rights, большинство крупных интернет-компаний, как сообщается, стали относительно более открытыми с точки зрения своей политики в отношении сторонних запросов на удаление или доступ к контенту, особенно в случае запросов правительств.

#### Проверка фактов
В дополнение к реагированию на давление в отношении более четко определенных механизмов саморегулирования, интернет-компании, такие как Facebook, Google, а также многие издательства начали кампании по обучению пользователей тому, как отличить недостоверные источники информации от достоверных. Например, в преддверии выборов в Соединенном Королевстве в 2017 году Facebook опубликовал серию рекламных объявлений в газетах с «Подсказками для определения ложных новостей», в которых пользователям предлагались 10 признаков подлинности контента. Были также более широкие инициативы, объединяющие множество инвесторов и участников для содействия проверке фактов и повышению информационной грамотности, таких, как Инициатива по обеспечению целостности новостей в Школе журналистики университета Нью-Йорка. Эта инвестиция в размере 14 миллионов долларов, полученная от разных организаций, включая Фонд Форда и Facebook, была начата в 2017 году, поэтому эффективность её влияния ещё предстоит выяснить. Однако она будет дополнять предложения других сетей, таких, как Международная сеть проверки фактов, запущенная Институтом Пойнтера в 2015 году.

## Влияние на медиасистемы
Медиасистемы часто оказываются под давлением широко распространенной делегитимизации роли СМИ как надежного учреждения и унижения достоинства профессии журналиста, растущими усилиями по захвату СМИ, особенно онлайн-СМИ, которые часто считаются более устойчивыми к влиянию.

### Методы делегитимизации

#### Дискредитация
Влиятельные силы, такие, как правительства, часто устраивали систематические нападки на средства массовой информации, выставляя их в качестве врага или пытаясь их опошлить. Это особенно заметно в реакции правительства на независимые СМИ в преддверии выборов. Например, распространена тактика размытия различия между непроверенным контентом в социальных сетях и СМИ в интернете. Делегитимизация — это тонкая и зачастую успешная форма пропаганды, которая снижает доверие общественности к средствам массовой информации.

#### Действия против медиа
В некоторых регионах делегитимизация сочетается с более активными действиями, направленными против независимых СМИ: ключевые объекты медиа были закрыты или проданы сторонам, имеющим связи с правительством. Новые СМИ, зачастую связанные с государственной властью и огромными ресурсами, быстро набирают силу и охват. Ответом на такое давление может быть усиление защиты прессы как достояния гражданского общества. Тем не менее, рекламодатели и инвесторы могут потерять интерес к сотрудничеству в сфере медиа из-за делегитимизации.

#### Клевета в адрес СМИ
Пресечение клеветы по-прежнему продолжается во многих регионах, но также возрастает опасность со стороны гражданского права, связанная с большими затратами и высоким риском, что приводит к значительной вероятности банкротства издательства. Независимость уменьшается, когда угрозе подвергается право журналистов критиковать государственных лиц. Общее нападение на СМИ может привести к ситуациям, в которых журналисты обвиняются в публикации гоостайны и клевете против правительства,; их способность защищать свои источники замектно ограничивается. Делегитирование СМИ облегчает обоснование этих правовых изменений, которые делают новостной бизнес ещё более опасным.

### Захват СМИ
Захват СМИ — это ряд воздействий, которые могут ограничить охват. Захват СМИ определяется как «ситуация, в которой средствам массовой информации не удалось стать автономными в проявлении собственного мнения и выполнять свою основную функцию, в частности, информировать аудиторию. Вместо этого СМИ используются в других целях». Отличительной чертой медиа-захвата является содействие частного сектора. Существует множество случаев, когда блогеры и гражданские журналисты освещают конкретные проблемы и сообщают о происшествиях на местах во время протестов.

### Финансовое влияние
Финансовые угрозы для независимости СМИ могут быть сконцентрированы на покупке акций, банкротстве или неустойчивом финансировании общественных вещательных компаний. Контроль над капиталом для средств массовой информации существует во многих странах для управления прямыми иностранными инвестициями в медиа-секторе. Многие правительства в Африке, Латинской Америке и Карибском бассейне, а также в Азиатско-Тихоокеанском регионе приняли строгие законы, которые ограничивают или запрещают владение иностранными СМИ, особенно в секторах вещания и телекоммуникаций, что оказывает неоднозначное влияние на независимость СМИ. В Латинской Америке почти две трети стран, в котррых проводились исследования Всемирного банка в сфере иностранных инвестиций, налагают ограничения на иностранную собственность в секторе издательской деятельности. Почти все страны указывают на ограничение иностранных инвестиций в медиа-секторе, хотя все чаще стратегия в регионе заключается в поглощении частного и иностранного капитала без потери владения и политического контроля в секторе средств массовой информации. Сложнее регулировать вопросы собственности, когда компании являются интернет-платформами, охватывающими несколько юрисдикций, хотя европейская конкуренция и налоговое законодательство откликнулись на некоторые из этих проблем.

### Восприятие журнализма
Согласно исследованиям Worlds of Journalism Study, журналисты в 18 из 21 страны, опрошенных в Западной Европе и Северной Америке, посчитали, что теряют свою свободу принятия редакционных решений в течение последних пяти лет. Во всех других регионах множество журналистов считают, что их редакционная свобода укрепилась. Несмотря на то, что в этих государствах наблюдается заметное снижение рекламы в печати, некоторые газеты сообщают об увеличении доходов от подпискок на цифровую рекламу, которые позволили расширить выпуски редакций, ранее имеющие серьезные финансовые трудности. Это может свидетельствовать о готовности читателей платить за качественный интернет-контент.

### Борьба с политическим и экономическим влиянием
Существуют различные инструменты для снижения влияния политических и экономических сил на работу СМИ.

#### Стандарты журналистики
- Кодексы этики являются распространенным способом продвижения журналистских стандартов. Несмотря на то, что для журналистов, которые стремятся к универсальности, и даже для «онлайн-журналистов» и блогеров, существует целый ряд кодексов — причём, большинство транснациональных информационных агентств и вещателей придерживаются своих собственных, хотя не все они общеизвестны.
- В большинстве регионов газеты разработали свои собственные кодексы поведения с постоянными ценностями и стандартами, которые должны соблюдаться издателями и журналистами. Некоторые газеты также назначили омбудсмена или представителя читателей для рассмотрения жалоб со стороны общественности.
- Во многих странах советы прессы и ассоциации действуют как профсоюзы журналистов, которые стремятся улучшить условия труда и устранить трудности, с которыми сталкиваются журналисты во время сбора материалов.

#### Инвестиционные приоритеты
Финансовая поддержка развития средств массовой информации и свободы слова неправительственных организаций может широко варьироваться. В докладе Национального фонда демократии были отмечены колебания путем отслеживания финансирования Агентства США по международному развитию в разных регионах за последние три года.
Частные фонды, основанные на Глобальном Севере, все чаще предоставляют гранты организациям средств массовой информации на Глобальном Юге. Такие фонды часто направлены на рассмотрение конкретных представляющих интерес тем, таких, как здравоохранение или образование. Пожертвования могут либо поддержать, либо ослабить независимость СМИ.

## Критика
Необходимость существования независимости СМИ многократно подвергалась сомнениям со стороны более консервативных и закрытых режимов. Существующие независимые СМИ зачастую обвиняют в политической предвзятости в пользу оппозиции или частного сектора и надуманной критике. Независимых журналистов часто считают «иностранными агентами».
Контент-анализ говорит о попытках продвижения через региональные СМИ РФ вполне определенной повестки дня с прицелом на "антикремлёвские позиции". Внутренние документы американского Конгресса и Генеральной инспекции США показали, что американское правительственное агентство BBG активно работает с российскими СМИ и отдельными журналистами, причем иногда эти схемы вызывают вопросы и с точки зрения российского налогового законодательства.— из ежегодного доклада комиссии Совета Федерации по защите государственного суверенитета
Ранее Дмитрий Полонский в интервью РИА-Новости заявил:
Сегодня мы живем в мире, где рынок средств массовой информации — именно рынок: спрос на те или иные СМИ определяет целесообразность их существования. В том, что в обязательном порядке должны быть СМИ государственными, у меня сомнений нет, потому что это прежде всего трансляторы позиции. В такой стране, как Россия — сложной, многонациональной, безусловно, государственная точка зрения должна быть главенствующей.
На мой взгляд, у нас даже избыточная свобода слова, которая иногда работает во вред государству и его гражданам.
Также Александр Михайлов в своём интервью ГТРК "Курск" сообщил:
Большинство СМИ, которые имеют государственный статус, объективно отражают реалии, которые есть, рассказывают о том что происходит так, как это есть на самом деле.
Есть сегодня, к сожалению, средства массовой информации, которые зависят на прямую или созданы какими-то псевдо-деятелями, которые считают, что они сегодня тут чем-то владеют, получают доходы, <...> считают что они будут управлять чуть ли не городом Курском <...> Им надо опорочить всё, что есть, именно на этом они пытаются сегодня играть.
Ведь наши люди, занимающиеся рутинным трудом, особенно старшего и среднего возраста, привыкли верить СМИ. Ведь при Советском Союзе там не допускалась всякая чушь.
Светлана Орлова назвала независимые СМИ «иностранными агентами»:
Дети спрашивают <...> почему есть те, кто пишет плохо? А потому что они — иностранные агенты, они ничего хорошего не напишут.
Рита Шляхова, руководитель комитета общественных связей и СМИ Владимирской области, своё мнение относительно независимых СМИ выражает в своём интервью следующим образом:
Деятельность этих [информационных] ресурсов мы прекрасно понимаем и оцениваем. Эта деятельность направлена на психологическую дестабилизацию руководства региона и членов ее команды. Мы работаем в абсолютно спокойном, нормальном, штатном режиме. "Информационные скунсы" могут исходить злобой, но собаки лают, а караван идет.
В адрес независимых СМИ также поступает критика со стороны многих других государств. За регулирование Интернет-СМИ выступает, например, Китай.
Интернет — это обоюдоострый меч, <...> если его правильно использовать — это сокровище Алибабы, в противном случае — это ящик Пандоры.— Ма Кай, вице-премьер Госсовета КНР